# Das alte Gesetz
Das alte Gesetz ist ein deutscher Stummfilm des Regisseurs Ewald André Dupont aus dem Jahr 1923.

## Handlung
In der Mitte des 19. Jahrhunderts entschließt sich der Rabbinersohn Baruch, gegen den Willen seines Vaters sein galizisches Schtetl zu verlassen, um Schauspieler zu werden. Zunächst schließt er sich einem Wandertheater an, wo die österreichische Erzherzogin Elisabeth Theresia Gefallen an ihm findet und ihm durch ihren Einfluss ein Engagement am Wiener Burgtheater verschafft. Baruch schafft es, ein gefeierter und erfolgreicher Star zu werden. Sein Vater, Rabbiner Mayer, ist von diesem Leben entsetzt und verstößt seinen Sohn. Als er dann doch eine Aufführung des Don Carlos mit seinem Sohn besucht, ist er tief beeindruckt von dem Schauspieltalent seines Sohnes, erkennt darin eine Gnade Gottes und verzeiht ihm nach einer Aussprache. Baruch geht zurück nach Hause, wo seine Jugendliebe Esther auf ihn gewartet hat.

## Hintergrund
Die Filmbauten wurden von Alfred Junge entworfen und von Curt Kahle ausgeführt. Die Kostüme stammen von Ali Hubert.
Der Film wurde am 29. Oktober 1923 in Deutschland uraufgeführt. Er ist sieben Akte lang und wurde für die Jugend freigegeben. Er ist in mehreren Kopien erhalten, die sich voneinander unterscheiden und teilweise nicht dem Original entsprechen. Auf Initiative der Filmwissenschaftlerin Cynthia Walk wurde der Film von der Deutschen Kinemathek digital restauriert. Philippe Schoeller komponierte eine neue Filmmusik, die das Orchester Jakobsplatz München aufnahm. Die restaurierte – mit 135 Minuten Spieldauer längere – Fassung wurde am 16. Februar 2018 auf der Berlinale 2018 mit einer Live-Aufführung der Filmmusik im Friedrichstadt-Palast uraufgeführt. Die Zwischentitel stellen eine Rekonstruktion nach den Zensurkarten dar.

## Rezeption
In den Filmzeitschriften Film-Kurier und Lichtbild-Bühne erschienen 1923 umfangreiche Rezensionen.

„Es gelingt Dupont, die Atmosphäre der so verschiedenen Welten dieses Films sichtbar zu machen: das Ghettomilieu, das durch eine nahezu unübersteigbare Mauer von der Welt da draußen getrennt ist und diese Welt selbst; die hier anschaulich gemacht wird durch das Wien der sechziger Jahre, das getragen wird von den Rhythmen der Walzer eines Johann Strauß und dem das Burgtheater den Inbegriff aller Kunst schlechthin bedeutet.“

„Und nun Duponts Regie: Gewiß, er hat Fehler begangen durch Längen und Breiten. Aber wie verzeihlich sind sie! Muß man nicht unwillkürlich liebevoll haften bleiben an der Schilderung dieses Milieus, die nötig ist, um tieferes Verständnis zu erwecken? Mit ein paar Scherenschnitten sind diese Mängelchen zu beseitigen. Und wie sind sie ausgeglichen durch hinreißende Regiefeinheiten, wundervoll gesehene Bilder und eine Dezenz der Linienführung, die bei der Heikligkeit des Themas nicht immer leicht gewesen sein mag.“